# Operazione formaggio
Operazione formaggio (Cheese It, the Cat!) è un film del 1957 diretto da Robert McKimson. È un cortometraggio d'animazione della serie Looney Tunes, uscito negli Stati Uniti il 4 maggio 1957. È il secondo di tre cortometraggi parodie della sitcom The Honeymooners, tutti diretti da McKimson; preceduto da Due cuori e una dispensa (1956), fu seguito da La dolce vita (1960).

## Trama
Ralph torna a casa per preparare una sorpresa di compleanno per sua moglie Alice. Tuttavia non riesce ad andare a prendere la torta di compleanno in cucina poiché il frigorifero è difeso da un gatto. Ralph va al lavello della cucina per chiedere aiuto a Ned Morton, che lo fa salire su un'auto blindata a orologeria con un cannone. Mentre Ralph si prepara a sparare con il cannone al gatto, quest'ultimo tappa il cannone facendo esplodere l'auto e costringendo quindi Ralph a ritirarsi. Quindi Ralph dipinge Ned con quello che gli dice essere inchiostro invisibile (in realtà semplice acqua). Ned, credendosi invisibile, cammina con sicurezza oltre il gatto prendendosene persino gioco, ma ritorna dopo essersi mangiato la torta che avrebbe dovuto portare. Ralph, impaziente, si fa dipingere da Ned con l'"inchiostro invisibile" e va al frigorifero, venendo massacrato dal gatto. Ned fa poi sedere Ralph sul tappo di una bottiglia di champagne e lo spara verso il frigo, ma il gatto costringe Ralph a ritirarsi di nuovo. Entrambi i topi attirano quindi il gatto nel lavello in modo da potergli infilare la coda nello scarico, dopodiché attivano lo smaltimento dei rifiuti, facendo perdere al gatto gran parte del pelo e dando ai topi la possibilità di prendere un dolcetto dal frigorifero. Finalmente è tutto pronto per il compleanno di Alice, che è lusingata dalla sorpresa di Ralph. Sfortunatamente, Ned ha messo dei petardi al posto delle candele sul dolcetto. Ralph lancia il dolcetto sul muso del gatto, che li sta aspettando sulla porta della tana, e l'esplosione lo fa volare stordito sul lampadario della cucina.

## Distribuzione

### Edizione italiana
Il corto fu distribuito nei cinema italiani il 5 dicembre 1960 nel programma Silvestro gatto maldestro, in inglese sottotitolato. Il primo doppiaggio italiano del cortometraggio fu eseguito negli anni sessanta dalla S.A.S. per la trasmissione televisiva, e usato per questo scopo fino agli anni novanta. Il corto fu ridoppiato nel 1973 dalla Sinc Cinematografica in occasione di una riedizione di Silvestro gatto maldestro; in questa edizione, utilizzata anche per la pubblicazione in VHS, Ralph è ribattezzato Rosicone e il nome di Alice è pronunciato all'inglese. Nei primi anni 2000 il corto fu doppiato una terza volta per la trasmissione televisiva dalla Time Out Cin.ca sotto la direzione di Massimo Giuliani, su dialoghi di Raffaella Pepitoni.

### Edizioni home video

#### VHS
Italia
- Silvestro gatto maldestro, 2ª parte (1985)
- Cartoon Show nº 22 (marzo 1990)
- Looney Friends 4 (novembre 1992)

#### DVD
Il corto fu incluso nel DVD-Video Foghorn Leghorn & Friends della collana Looney Tunes Super Stars, uscito in America del Nord il 30 novembre 2010, dove è visibile anche nella versione widescreen.